# Valado dos Frades
Valado dos Frades é uma vila portuguesa, sede da Freguesia de Valado dos Frades do município da Nazaré, e da região Oeste, freguesia com 18,37 km² de área e 2823 habitantes (censo de 2021), tendo, assim, uma densidade populacional de 153,7 hab./km².
A povoação de Valado dos Frades foi elevada à categoria de vila em 1991.

## Toponímia
O topónimo, segundo uns deriva de velado (verbo velar) por neste lugar ter existido um frade cuja função era velar os campos que pertenciam ao mosteiro de Alcobaça, segundo outros por nos campos em sua volta existirem muitas valas (campos valados), para a sua drenagem . Quanto a dos frades, deve-se aos frades de Cister que se instalaram em Alcobaça por volta da metade do Século XII.

## História
No Valado existiu uma das principais granjas dos coutos de Alcobaça, a quinta do Campo.
Desde a sua fundação que Valado dos Frades pertencia à Pederneira, mas em 1855, face a uma reforma administrativa, passou a fazer parte de Alcobaça. O concelho da Pederneira foi restaurado em 1898, e em 1912 passou a chamar-se concelho de Nazaré, passando o Valado à categoria de freguesia.

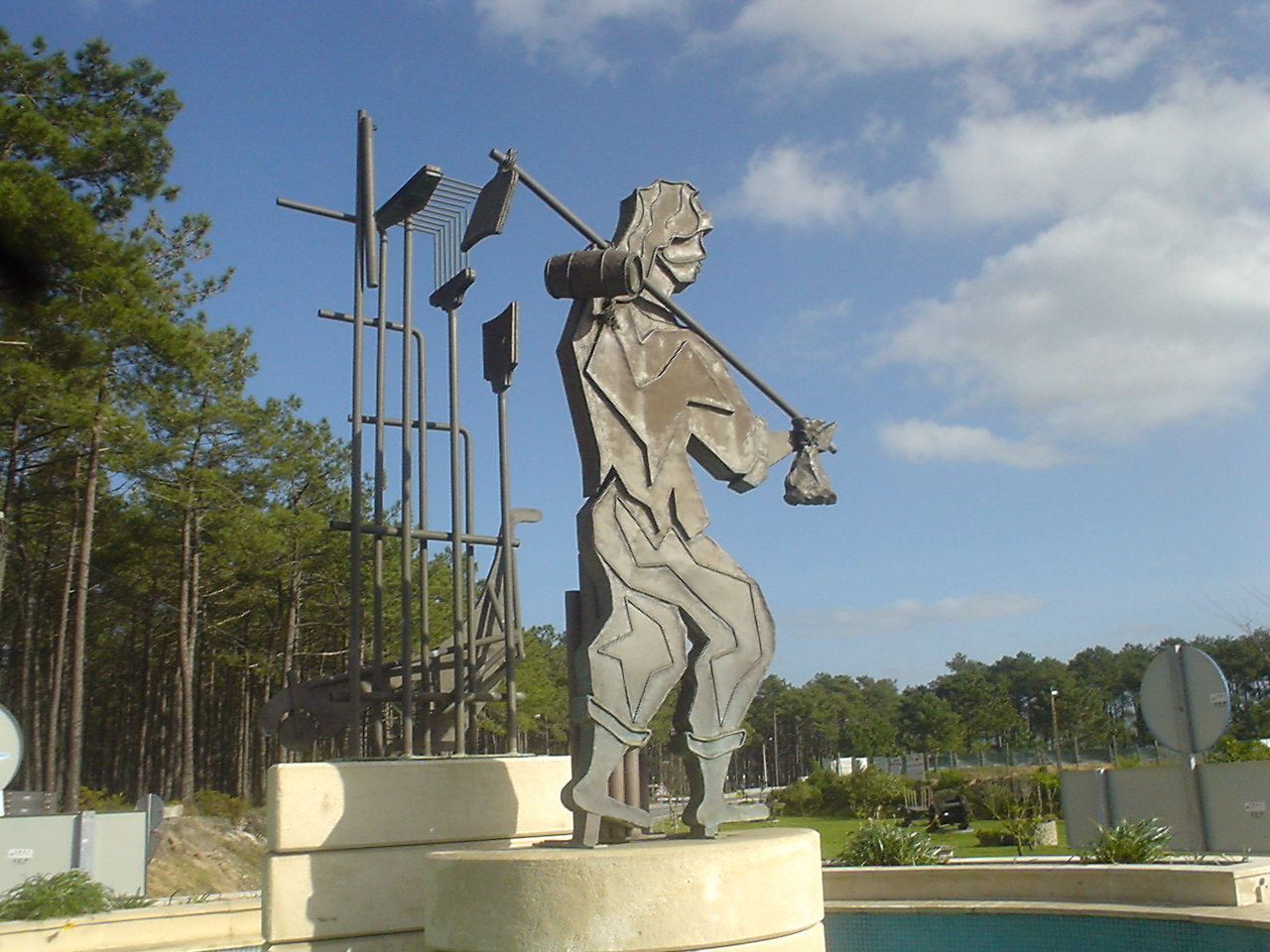
Monumento ao Agricultor.

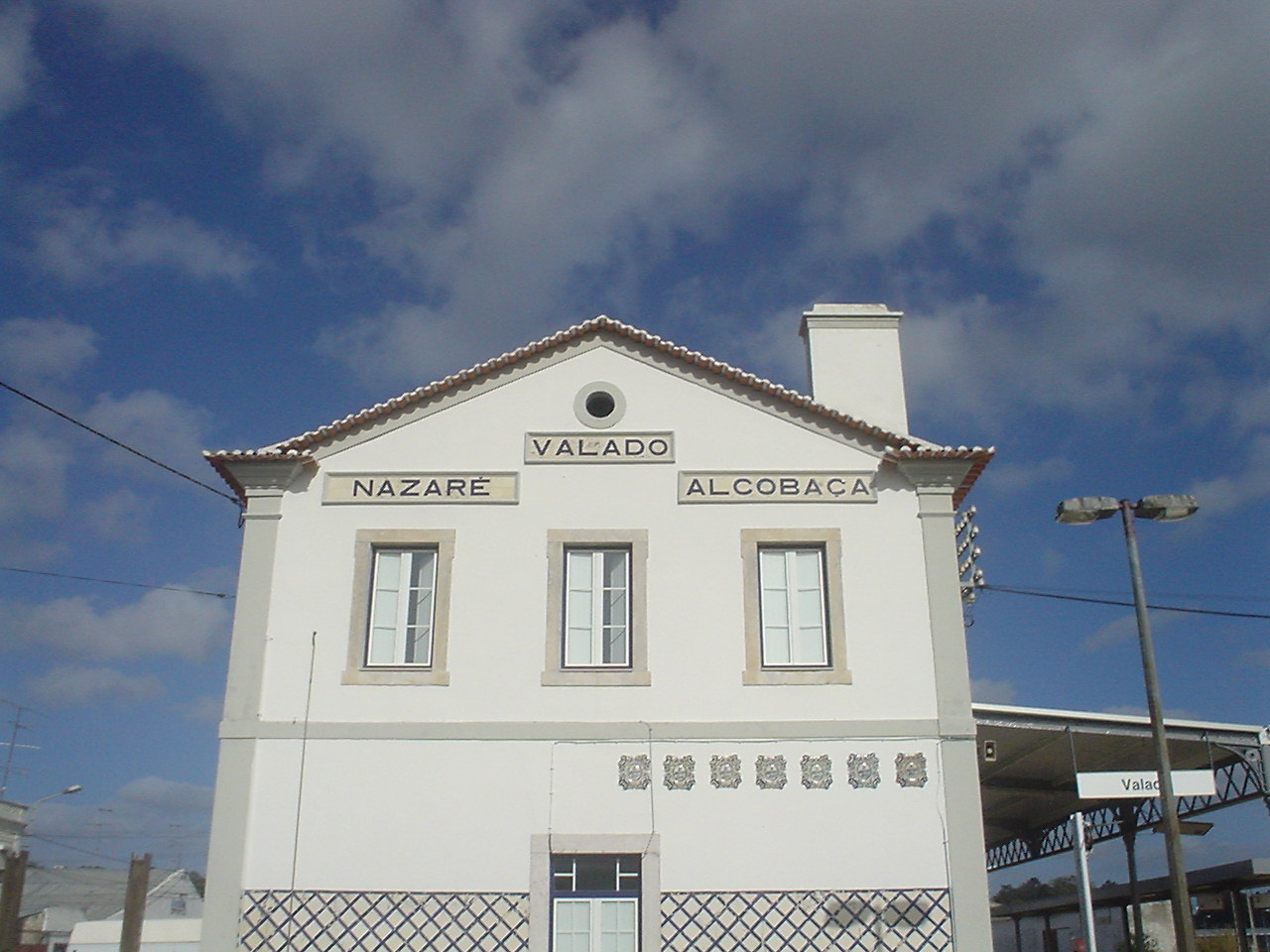
Estação ferroviária.

Desde então os frades da Ordem de Cister realizaram uma obra de colonização agrícola, exercendo a sua autoridade através da ainda existente Quinta do Campo. Há uma lenda de que foi em Valado dos Frades que esses frades esconderam um valioso tesouro durante as Invasões Francesas.
Segundo alguns historiadores, os frades fundaram em Valado dos Frades uma escola agrícola, que foi frequentada por muitos estrangeiros, nomeadamente franceses, que ficaram interessados nas modernas técnicas agrícolas desenvolvidas.
Valado dos Frades é uma vila onde uma pequena minoria ainda segue a tradição da agricultura, principalmente no cultivo de cenouras, batatas, couves, feijão verde e outros produtos hortícolas. As terras do Valado são férteis, em parte por ser rodeado pelos rios da Areia, Alcoa, do Meio e das Tábuas.
Mas o que permitiu o desenvolvimento económico da freguesia foram as fábricas de faianças e de porcelana, com destaque para a SPAL, Pereiras Lda, Louçarte e Sodecal, todas elas exportadoras, que abriram vários postos de trabalho aos valadenses e ao resto da população do concelho da Nazaré.

## Demografia
A população registada nos censos foi:
| Distribuição da População por Grupos Etários | Distribuição da População por Grupos Etários | Distribuição da População por Grupos Etários | Distribuição da População por Grupos Etários | Distribuição da População por Grupos Etários |
| -------------------------------------------- | -------------------------------------------- | -------------------------------------------- | -------------------------------------------- | -------------------------------------------- |
| Ano                                          | 0-14 Anos                                    | 15-24 Anos                                   | 25-64 Anos                                   | > 65 Anos                                    |
| 2001                                         | 521                                          | 472                                          | 1786                                         | 529                                          |
| 2011                                         | 443                                          | 324                                          | 1752                                         | 590                                          |
| 2021                                         | 323                                          | 291                                          | 1429                                         | 780                                          |

## Monumentos
- Igreja de São Sebastião, reconstruida em 1866 e em 1965.
- Fonte dos Namorados, construída em 1932, perto da Quinta do Campo.
- Jardim da Estação de Caminhos de Ferro, em tempos agraciado com troféus como mais belo jardim entre os de todas as estações.
- Painéis de azulejos alusivos à Nazaré, Alcobaça e Valado dos Frades.

## Património Natural
- Mata Nacional de Valado dos Frades

## Cultura
- Samuel Jerónimo